# Kaspar Hauser (1993)
Kaspar Hauser (Alternativtitel: Kaspar Hauser – Verbrechen am Seelenleben eines Menschen) ist ein deutscher Spielfilm des Regisseurs Peter Sehr, der sich mit dem Leben und dem Schicksal Kaspar Hausers beschäftigt.
Der Film entstand in zwei Versionen: Die Kinofassung von 139 Minuten hatte Festivalauftritte beim Filmfest München (27. Juni 1993), Toronto International Film Festival (11. September 1993) und den Internationalen Hofer Filmtagen (Oktober 1993). Am 27. Januar 1994 folgte der allgemeine Kinostart. Die 180-minütige TV-Fassung wurde in zwei Teilen ausgestrahlt; erstmals am 3. und 4. März 1995 vom koproduzierenden Sender Arte.

## Handlung (Fernsehfassung)

### Erster Teil
Der Film beginnt 1812 mit der Geburt des Kronprinzen des erst kürzlich zum Großherzogtum von Napoleons Gnaden aufgestiegenen Baden; das Kind ist der gemeinsame Sohn von Karl (Tilo Nest), Großherzog von Baden, und Stephanie von Baden (Cécilie Paoli), Napoleons französischer Adoptivtochter. Die Großherzogin möchte ihrem neugeborenen Sohn den französischen Namen Gaspar geben; ihr Gatte lehnt dies aber strikt ab, da ihn der Name an den deutschen Kaspar erinnert.
Da jedoch Karls Onkel Ludwig (Uwe Ochsenknecht) auf den badischen Thron strebt, heckt er gemeinsam mit seiner Mätresse Luise Karoline von Hochberg (Katharina Thalbach) den Plan aus, den Prinzen noch am Tage der Geburt zu beseitigen, und überlässt Luise Karoline die Ausführung. Diese lässt den Prinzen mit dem neugeborenen Kind eines Stallburschen vertauschen, um letzteres unter Anleitung des Hofarztes vom Adjutanten Hennenhofer (Hansa Czypionka) so schwer misshandeln zu lassen, dass es binnen eines Tages, während dessen der Austausch vollzogen und der wahre Prinz versteckt wird, unter grausamen Schmerzen an seinen Verletzungen verstirbt.
Vier Jahre lang wächst der versteckte Prinz zunächst bei einer Amme auf einem verlassenen Gut auf; in dieser Zeit lässt Ludwig seinen Vorgänger Karl vom Hofarzt, der auch hier wieder bereitwillig den Handlanger gibt, langsam vergiften und kann so seine Machtstellung am Hofe des dahinsiechenden Karl ausbauen. Als Kriegsminister verfolgt Ludwig eine aggressive Politik gegenüber Bayern im Streit um die dem Großherzogtum Baden von Napoleon zugesprochene Pfalz. 1814 klärt Luise Karoline Ludwig darüber auf, dass der wahre Prinz noch am Leben und nur versteckt ist, und erpresst von Ludwig, der nach dem sterbenden Karl der nächste in der badischen Erbfolge ist, die Einsetzung ihrer eigenen von Ludwig gezeugten Söhne als Erben des badischen Throns nach Ludwigs Tod; sie droht ihm damit, anderenfalls den verschwundenen Kronprinzen wieder auftauchen zu lassen. Ludwig lässt dies zähneknirschend geschehen, um seine eigenen Chancen auf den Thron nicht zu gefährden.
Insgeheim lässt Ludwig den Mörder Hennenhofer nun Nachforschungen nach dem Versteck des Prinzen anstellen, um das Werk zu vollenden; da Karoline Luise dieses aber schon ahnt, unternimmt sie Anstalten, den nunmehr vierjährigen Knaben außerhalb von Ludwigs Zugriff nach Ungarn zu verbringen. Die Amme, bei der Kaspar war, fühlt sich bei der überstürzten Abholung des Kindes von Karoline Luise um ihren gerechten Lohn für vier Jahre geprellt und rächt sich, indem sie das Geheimnis an das mit Baden verfeindete Bayern verrät. Ludwig I. von Bayern (Dieter Laser) kauft daraufhin Karoline Luise den Prinzen ab, um ihn als Faustpfand für die Pfalz in eigene Verwahrung zu nehmen.
Kaspar, der inzwischen bereits das normale Sprechen erlernt hat, wird nun in einem bayrischen Kellerverlies eingekerkert; 14 Jahre lang lebt das Kind in völliger Dunkelheit und wird mit opiumversetztem Wasser täglich ruhiggestellt, was über die Jahre, zusammen mit der Verwahrlosung aufgrund der totalen Isolation, zu einer allmählichen geistigen und körperlichen Zerrüttung des Jungen führt.
1828, bei einem diplomatischen Besuch des in bayrischen Diensten stehenden Barons Wedel (Dieter Mann) am badischen Hofe in Betreff des nach wie vor bestehenden Streites um die Pfalz zerschlägt der mittlerweile nach dem Tode Karls zum Großherzog aufgestiegene Ludwig von Baden als aggressive Machtdemonstration eine kostbare Vase und übergibt eine Scherbe davon dem Baron Wedel als Geschenk an Bayern mit der Drohung, dass das Streitobjekt Pfalz im Falle, dass Bayern die Absicht habe, sich diese mit Gewalt einzuverleiben, mit ebenso scharfen Kanten versehen sei, an denen sich Bayern die Hände blutigschneiden würde. Baron Wedel nimmt die Scherbe an, und innerhalb weniger Tage wird der nunmehr freigelassene Kaspar (nun gespielt von André Eisermann) auf dem Marktplatz von Nürnberg aufgefunden, in seiner Tasche ein geheimnisvoller Brief und die bewusste, auffällig kostbar bemalte Scherbe. Der Fall des rätselhaften Findlings macht schnell die Runde in den süddeutschen Landen, so dass Ludwig aufgrund von Kaspars passendem Alter, extra vom bayrischen Hofe gestreuten Gerüchten über Kaspars adlige Herkunft sowie der in den Gazetten genau beschriebenen Scherbe nun gewarnt ist, dass Bayern im Besitze des Kronprinzen sei.
Kaspar ist aufgrund der langen Einkerkerung und der jahrelang erzwungenen Opiumgaben kaum noch in der Lage, zu gehen oder zu sprechen; ihm sind die einfachsten Begriffe und Verrichtungen völlig fremdgeworden, und auch die Zeit vor dem Kerker ist in seinem verwirrten Zustand aus seinem Gedächtnis verschwunden. Das Einzige, was er behalten hat, ist sein Name. Der sanfte Nürnberger Naturheilkundler Georg Friedrich Daumer (Udo Samel) nimmt sich seiner an, und nach einer gründlichen Entgiftungskur unterrichtet er Kaspar im Lesen und Schreiben und in der Arzneikunde. Aus Frankfurt reist der Gelehrte Anselm von Feuerbach (Hermann Beyer) an, um den berühmten Findling zu begutachten. Nachdem Kaspar ihm bruchstückhaft von seiner Zeit im Kerker berichtet hat, schwört Feuerbach, die Verbrecher, die Kaspar über Jahre eingesperrt haben, dingfest zu machen und seine wahre Identität aufzuklären, wozu er Kaspar bittet, alles, woran er sich aus seinem früheren Leben erinnern kann, bis in kleinste Einzelheiten für ihn aufzuschreiben.
Zu diesem Zweck wendet sein Ziehvater Daumer auch naturheilkundliche Verfahren an, um Kaspars Gedächtnis auf die Sprünge zu helfen, wodurch ihm sein früheres Leben vor der Zeit im Kerker bis in kleinste Einzelheiten im Traum erscheint. Beflissen schreibt Kaspar Seite um Seite in einem Notizbuch für den Gelehrten Feuerbach nieder. Ludwig schickt den Mörder Henneberger zur Begutachtung Kaspars; anhand der detaillierten Angaben in dessen Notizbuch, sowie eines großen Muttermales im Nacken identifiziert Henneberger Kaspar als den gesuchten Kronprinzen und verübt ein erstes Attentat auf ihn, das jedoch misslingt.

## Kritiken
„Diese Verfilmung des bekannten Stoffs läßt die pädagogischen Aspekte des Falles außer acht und stellt den historischen Kriminalfall in den Mittelpunkt. Trotz solider Einzelleistungen kein rundum gelungener Film, da die Fülle der Informationen und die Vielzahl der Personen die politischen Hintergründe verschleiern.“

## Auszeichnungen
- Bayerischer Filmpreis 1994
  - Bester Nachwuchsdarsteller für André Eisermann
- Deutscher Filmpreis 1994
  - Herausragende Einzelleistung: Schauspieler für André Eisermann
  - Herausragende Einzelleistung: Regie für Peter Sehr
- Gilde-Filmpreis der Arbeitsgemeinschaft Kino – Gilde deutscher Filmkunsttheater
  - Gilde-Filmpreis für Peter Sehr (Bester deutscher Film)
- Internationales Filmfestival von Locarno 1993
  - Spezialpreis für André Eisermann
- Nominierung für den Goldenen Leoparden für Peter Sehr